# کریستوفر رو (تهیه‌کننده موسیقی)
کریستوفر رو (انگلیسی: Christopher Rowe) تهیه‌کننده، مهندس صدا و نوازنده گیتار آمریکایی و متخصص در کانتری راک است. او بیشتر به خاطر کارش با تیلور سوئیفت شناخته می‌شود.

## حرفه
رو قبل از اینکه به عنوان دستیار مهندس و ویراستار به سمت موسیقی کانتری برود، کار خود را به عنوان نوازنده گیتاریست بر روی آلبوم‌های فولک، نیو ایج و قوم‌شناسی آغاز کرد. او بخشی از تیم سازنده آلبوم پرواز د چیکس بود.
در سال ۲۰۲۱، رو با تیلور سوئیفت برای دو آلبوم دوباره ضبط شده خود بی‌باک (نسخه تیلور) و سرخ (نسخه تیلور) کار کرد که او به عنوان تهیه‌کننده، مهندس و مهندس آواز این آلبوم‌ها خدمت کرد.
در سال ۲۰۲۳، دوباره با سوئیفت کار کرد و ساخت و مهندسی حالا صحبت کن (نسخه تیلور) را به همراه ارائه آواز پس زمینه آهنگ‌های «از صندوقچه»، یعنی «بی‌پایان» انجام داد. بعداً در همان سال، رو در همان نقش‌ها در چندین آهنگ آلبوم ۱۹۸۹ (نسخه تیلور) سوئیفت بازگشت.